# Afonia
Afonia (bezgłos) – utrata dźwięczności głosu. Przyczyną mogą być zaburzenia czynności krtani (porażenie nerwów krtaniowych lub zaburzenia nerwicowe), albo zniekształcenia fałdów głosowych spowodowane przez choroby zapalne lub nowotworowe krtani. Częściowa lub całkowita afonia jest częstym objawem nerwicy lękowej. Skrajny stopień histerycznej afonii z zupełną utratą mowy (nawet szeptanej) to apsityria.
Afonia może występować szczególnie u ludzi, u których częste używanie głosu wiąże się z wykonywanym zawodem np. u adwokatów, nauczycieli lub lektorów. Chwilowa afonia może być skutkiem silnego wzruszenia lub reakcji histerycznej. 

## Klasyfikacja ICD10
| kod ICD10     | nazwa choroby                        |
| ------------- | ------------------------------------ |
| ICD-10: F44.4 | Dysocjacyjne zaburzenia ruchu Afonia |
| ICD-10: R49.1 | Afonia (bezgłos)                     |